# Caesalpinia pumilio
Caesalpinia pumilio là một loài thực vật có hoa trong họ Đậu. Loài này được Griseb. miêu tả khoa học đầu tiên.